# Skeppsgården
Skeppsgården är en ö Svärta socken, Nyköpings kommun och ligger mellan Romholmen i väster, Marsö i norr, Embeten och Korpholmen i öster och Långskär söderut. 
Skappsgården har fått sitt namn efter gården med samma namn på ön, som åtminstone sedan 1800-talet varit arrendegård under Svärta gård. Enligt äldre tradition skall namnet komma av att här tidigare funnits ett skeppsvarv. Bebyggelsens ålder är oklar men går att följa tillbaka till de äldsta husförhörslängderna i Svärta. Skeppgården hade sina kor på bete på Långskär fram till ön köptes av Nyköpings kommun på 1950-talet.